# Душан Вујачић
Душан Вујачић (Риђани, код Никшића, 20. август 1917 — Орах, код Никшића, 18. мај 1943), учесник Народноослободилачке борбе и народни херој Југославије.

## Биографија
Рођен је 20. августа 1917. године у Риђанима, код Никшића. Потицао је из сиромашне земљорадничке породице, која је посебно страдала у Првом светском рату. Оставши рано без оца Ђока, није имао услова да се школује, па је од малих ногу морао да надничи код имућнијих сељака, пошто породица није имала довољно своје земље. тежак живот га је определио за револуционарни раднички покрет, па се још као младић од седамнаест година повезао са комунистима и другим опозиционим снагама, са којима је учествовао у протестним демонстрацијама и другим акцијама у Никшићу.
У току Тринаестојулског устанка 1941. године, учествовао је у акцијама и борбама вођеним око Никшића. Новембра 1941. године је као добровољац ступио у батаљон „Пеко Павловић”, који се налазио у саставу Одреда за операције у Санџаку, са којим је 1. децембра 1941. учествовао у нападу на Пљевља. Марта 1942. године је постао заменик командира чете у Другом ударном батаљону Никшићког партизанског одреда, а тада је био и примљен у чланство Комунистиче партије Југославије (КПЈ).
Са Ударним батаљоном је водио тешке борбе око Никшића, у Катунској нахији и на правцу Никшић—Пива, а за исказано јунаштво у овим борбама више пута је био јавно похваљиван. Као израз захвалности и признања, командант Никшићког одреда Сава Ковачевић му је једном приликом поклонио машинку. Након повлачења главнине партизанских снага из Црне Горе, јуна 1942. године, Душан је по партијском задатку остављен да илегално ради на окупираној територији. Као илегалац, провео је тешких годину дана, у време велике кризе Народноослободилачког покрета (НОП) и потера за илегалцима. Као истакнут борац, стекао је велико поверење код народа, па су му многи људи из Прековода, помагали у скривању, али и у илегалном раду.
Почетком маја 1943. године, након повратка главнине партизанских снага у Црну Гору, Душан је ступио у Први батаљон Пете пролетерске црногорске ударне бригаде, где је био постављен за политичког комесара Прве чете Првог батаљона. До почетка Пете непријатељске офанзиве, са бригадом је учествовао у борбама око Никшића, а за време битке на Сутјесци, његова јединица је водила тешке борбе на правцу Никшић—Шавник. Нарочито су тешке и упорне борбе биле око села Орах, вођене  18. маја 1943. када је у једном од јуриша бораца Првог батаљона погинуо Душан Вујачић.
Указом председника ФНР Југославије Јосипа Броза Тита, 13. јула 1953. године, проглашен је за народног хероја.